# Aleksandr Kuznetsov
Aleksandr Kuznetsov (* 29. Januar 1985 in Narva, Estnische SSR) ist ein estnischer Eishockeyspieler, der seit Ende 2022 in der zweiten Mannschaft des IK Guts in der sechstklassigen schwedischen Division 4 spielt.

## Karriere
Aleksandr Kuznetsov begann seine Karriere als Eishockeyspieler in seiner estnischen Heimat beim Rekordmeister Narva PSK, der bis 2003 „Narva 2000“ hieß. Inmitten der Spielzeit 2005/06 wechselte er zum amtierenden Landesmeister Tallinn Stars, mit dem er 2006, 2007 und 2009 den estnischen Titel gewinnen konnte. Nachdem der Klub 2009 in die Insolvenz gegangen war, zog es Kuznetsov zu seinem Stammverein nach Narva zurück. Seit 2010 spielt er beim unterklassigen schwedischen Verein Varberg HK, die er 2011 von der fünftklassigen Division 3 in die Division 2 führte. 2014 gelang ihm mit seinem Klub der Aufstieg in die Division 1. Anfang 2015 kehrte er nach Estland zurück, wo er beim HC Viking Tallinn die Saison in der Meistriliiga beendete. Anschließend kehrte er in seine Geburtsstadt Narva zurück, wo er mit dem PSK 2016 den estnischen Meistertitel erringen konnte. Nach diesem Erfolg schloss er sich erneut Viking Tallinn an. Nachdem er 2017 für drei Spiele wieder zum Narva PSK gewechselt hatte, kehrte er noch im Herbst zu Viking Tallinn zurück. 2020 wechselte er zu dessen Lokalrivalen HC Vipers Tallinn. Seit Ende 2022 spielt er in der zweiten Mannschaft des IK Guts in der sechstklassigen schwedischen Division 4.

### International
Für Estland nahm Kuznetsov im Juniorenbereich an der Division II der U18-Junioren-Weltmeisterschaften 2001, 2002 und 2003 sowie im U-20-Bereich an der Division III der Weltmeisterschaft 2002, der Division II Weltmeisterschaft 2003 und der Division I der Weltmeisterschaften 2004 und 2005 teil, wobei ihm 2002 und 2003 gleich zwei Aufstiege in Folge gelangen.
Sein Debüt für die Herren-Nationalmannschaft gab er bei der Weltmeisterschaft der Division I 2004 im polnischen Danzig. Auch 2007, 2013, 2015, 2016 und 2018 stand er für die Esten bei Weltmeisterschaften der Division I auf dem Eis. 2009 und 2014 trat er für sein Land in der Division II an. 
Zudem spielte er für Estland im November 2004 bei der Qualifikation für die Olympischen Winterspiele 2006 in Turin, im November 2008 bei der Qualifikation für die Olympischen Winterspiele 2010 in Vancouver sowie im November 2015 und im Februar 2016 bei den Qualifikationsturnieren für die Olympischen Winterspiele 2018 in Pyeongchang. Auch beim Baltic-Cup stand er 2016 und 2017 für das estnische Team auf dem Eis.

## Erfolge und Auszeichnungen
- 2002 Aufstieg in die Division II bei der U20-Junioren-Weltmeisterschaft der Division III
- 2003 Aufstieg in die Division I bei der U20-Junioren-Weltmeisterschaft der Division II
- 2006 Estnischer Meister mit den Tallinn Stars
- 2007 Estnischer Meister mit den Tallinn Stars
- 2009 Estnischer Meister mit den Tallinn Stars
- 2011 Aufstieg in die Division 2 mit dem Varberg HK
- 2014 Aufstieg in die Division I, Gruppe B, bei der Weltmeisterschaft der Division II, Gruppe A
- 2014 Aufstieg in die Division 1 mit dem Varberg HK
- 2016 Estnischer Meister mit dem Narva PSK